# Crocidura maquassiensis
Crocidura maquassiensis is een zoogdier uit de familie van de spitsmuizen (Soricidae). De wetenschappelijke naam van de soort werd voor het eerst geldig gepubliceerd door Roberts in 1946.

## Voorkomen
De soort komt voor in Swaziland, Zimbabwe en Zuid-Afrika.